# Otto-von-Gruber-Gebirge
Otto-von-Gruber-Gebirge är en bergskedja i Antarktis. Den ligger i Östantarktis. Norge gör anspråk på området.
Otto-von-Gruber-Gebirge sträcker sig 28,4 km i sydvästlig-nordostlig riktning. Den högsta toppen är Ritschertind, 2 791 meter över havet.
Topografiskt ingår följande toppar i Otto-von-Gruber-Gebirge:
- Markovskijknausen
- Rihtgofena
- Ritschertind
- Sinicintoppen
- Zuckerhut
- Ødegaardhøgda